# Piper pandoense
Piper pandoense är en pepparväxtart som beskrevs av Truman George Yuncker. Piper pandoense ingår i släktet Piper och familjen pepparväxter. Inga underarter finns listade i Catalogue of Life.